# Studio Killers
Studio Killers er en sangtrio virtuelt baseret i East London, men består af danskeren Philip Larsen, finnen Teemu Brunila og briten Darren Stokes. Forsangeren er Teemu Brunila, som blandt andet har skrevet sange til Pixie Lott. Han har også været forsanger i det finske band The Crash. De går under dæknavnene Chubby Cherry, Goldie Foxx og Dyna Mink, men hvem der er hvem, er ukendt, da gruppen bestræber sig på at være forholdsvis anonyme. Genren er elektronisk musik. Pladeselskabet er Copenhagen Records i Danmark, Universal Music i Sverige, Warner Music i Finland og Studio Killers Records i Storbritannien og USA.  Gruppen er meget inspireret af Gorillaz.
Deres første single hedder Ode To The Bouncer, som indtil videre har opnået en 15. plads på den danske hitliste, Tracklisten.  Nummeret er mixet af briten James F. Reynolds, der blandt andet også har mixed hits fra Jessie J, Pixie Lott, Selena Gomez og The Saturdays. 

## Animationer
Da gruppen helst ikke vil være i rampelyset, har de hyret professionelle designere til at lave en slags virtuelle figurer, der optræder i deres musikvideo, som allerede forklaret hedder Chubby Cherry, Goldie Foxx og Dyna Mink. 

## Diskografi
| Udgivet                                                  | Single             | Højeste placering   | Certificering |
| Udgivet                                                  | Single             | DAN [kilde mangler] | Certificering |
| -------------------------------------------------------- | ------------------ | ------------------- | ------------- |
| 2 maj 2011                                               | Ode to the Bouncer | 15                  | —             |
| 28 maj 2012                                              | Eros & Apollo      | —                   | —             |
| 14 jan. 2013                                             | All Men Are Pigs   | —                   | —             |
| 6 maj 2013                                               | Jenny              | —                   | —             |
| "—" markerer en udgivelse der ikke opnåede en placering. |                    |                     |               |

## Andre facts
- Singlen "Ode To The Bouncer" havde sin internationale radio debut på Radio SydhavsØerne (dansk kommerciel radiostation), d. 27 april, som en bobler, og blev allerede fra udgivelsesdatoen d. 2. maj sat i heavy rotation, hvilket kun en håndfuld andre sange igennem tiden har opnået. Sangen er til dato blevet spillet over 250 gange på Radio SydhavsØerne.
- Sangen har været spillet 168 gange på DR P3. (Til sammenligning er en sang som Whats My Name af Rihanna spillet 166 gange strakt over en længere periode end "Ode To The Bouncer"). [5]
- Sangen er blevet scrobblet/spillet over 13.000 gange, af over 2000 personer på Last.fm pr. august 2011. [6]